# 艾盖尔勒沃
艾盖尔勒沃（匈牙利語：Egerlövő），是匈牙利包尔绍德-奥包乌伊-曾普伦州所辖的一个村。总面积19.84平方公里，总人口567，人口密度28.6人/平方公里（2011年1月1日）。